# 新御徒町駅

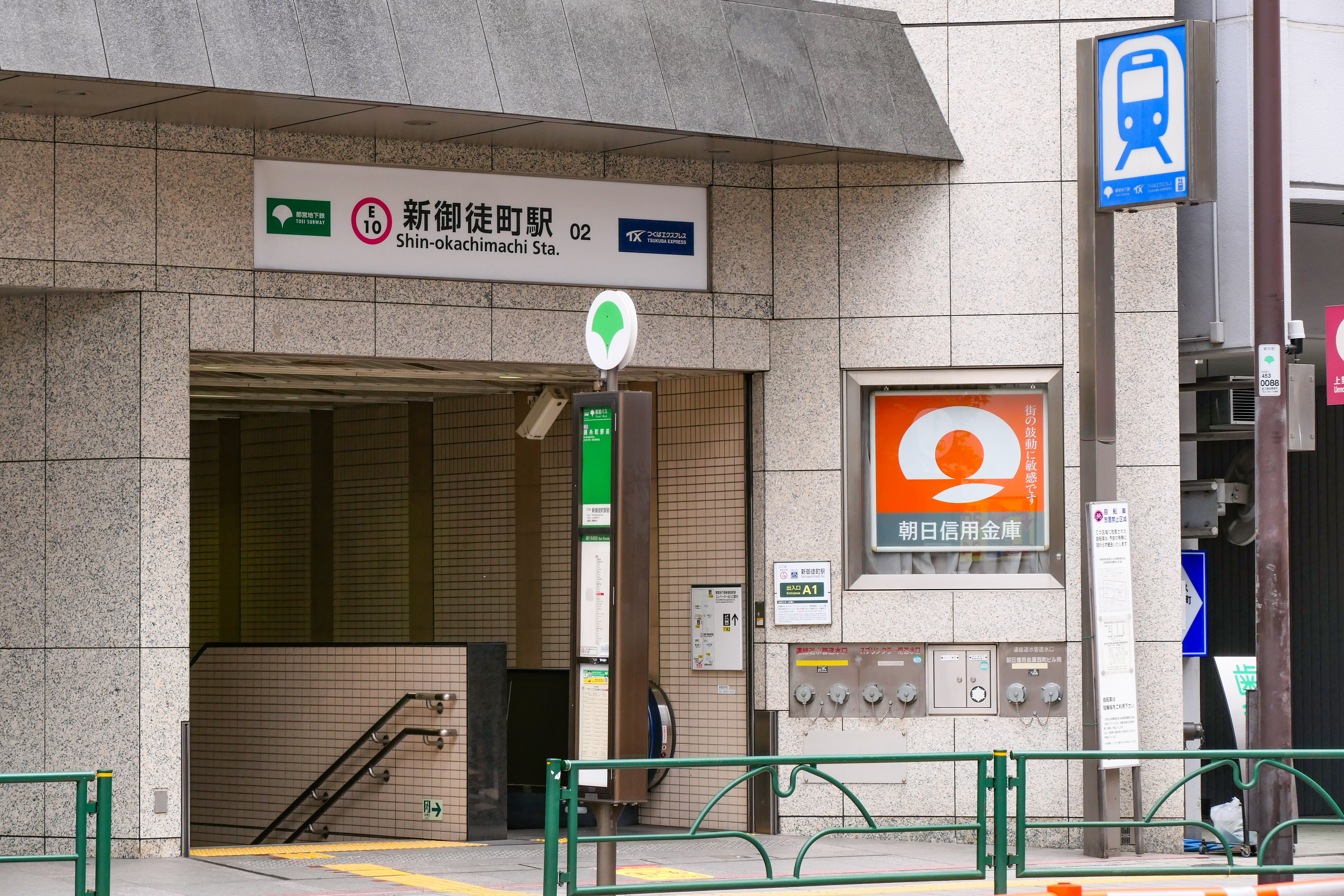
A1番出入口（2021年8月）

新御徒町駅（しんおかちまちえき）は、東京都台東区にある、東京都交通局（都営地下鉄）・首都圏新都市鉄道（つくばエクスプレス）の駅。
都営地下鉄の駅は元浅草一丁目に、つくばエクスプレスの駅は小島二丁目に、それぞれ所在する。

## 概要
都営地下鉄の大江戸線と、首都圏新都市鉄道のつくばエクスプレスが乗り入れ、接続駅となっている。都営地下鉄の駅には「E 10」、つくばエクスプレスの駅には「TX02」の駅番号がそれぞれ制定されている。
つくばエクスプレスの建設時は大江戸線の工事が先行していたことから、鉄道・運輸機構が大江戸線の建設主体である東京都地下鉄建設に工事を委託した。

## 歴史
大江戸線・つくばエクスプレス開業前の仮称はいずれも「元浅草」であった。
- 2000年（平成12年）12月12日：都営地下鉄大江戸線の全通と同時に開業。
- 2005年（平成17年）8月24日：つくばエクスプレスが開業し、乗り換え駅となる[1][2]。
- 2007年（平成19年）3月18日：ICカード「PASMO」の利用が可能となる[3]。

## 駅構造
都営地下鉄大江戸線、つくばエクスプレスともに春日通り直下に島式ホーム1面2線を有する地下駅である。両線のコンコースが地下1階、大江戸線ホームが地下2階、乗り換え改札（TX管理）が地下3階、つくばエクスプレスのホームが地下4階に位置する。
改札口は両線で別々に設けられているが、改札外コンコースおよび出入口は共用しており、TX保有のA2・A4出入口を含め、東京都交通局が管理を行っている。
なお、つくばエクスプレスの駅の地下1・2階は躯体断面を大江戸線に合わせたため、天井が低く、小型の吊り下げサインが設置されている。一方で地下3階は階高が大きくなっている。

### 東京都交通局
巣鴨駅務管区上野御徒町駅務区が管理する直営駅。蔵前駅寄りに留置線が2本あり、当駅始発・終着となる列車も運転されている。
コンコースと大江戸線ホーム、大江戸線ホームと乗り換え改札階の間を連絡するエレベーターが設置されている。

#### のりば
| 番線 | 路線         | 行先                                         |
| ---- | ------------ | -------------------------------------------- |
| 1    | 都営大江戸線 | 飯田橋・都庁前・（都庁前のりかえ）光が丘方面 |
| 2    | 都営大江戸線 | 両国・大門方面                               |

（出典：都営地下鉄:駅構内図）

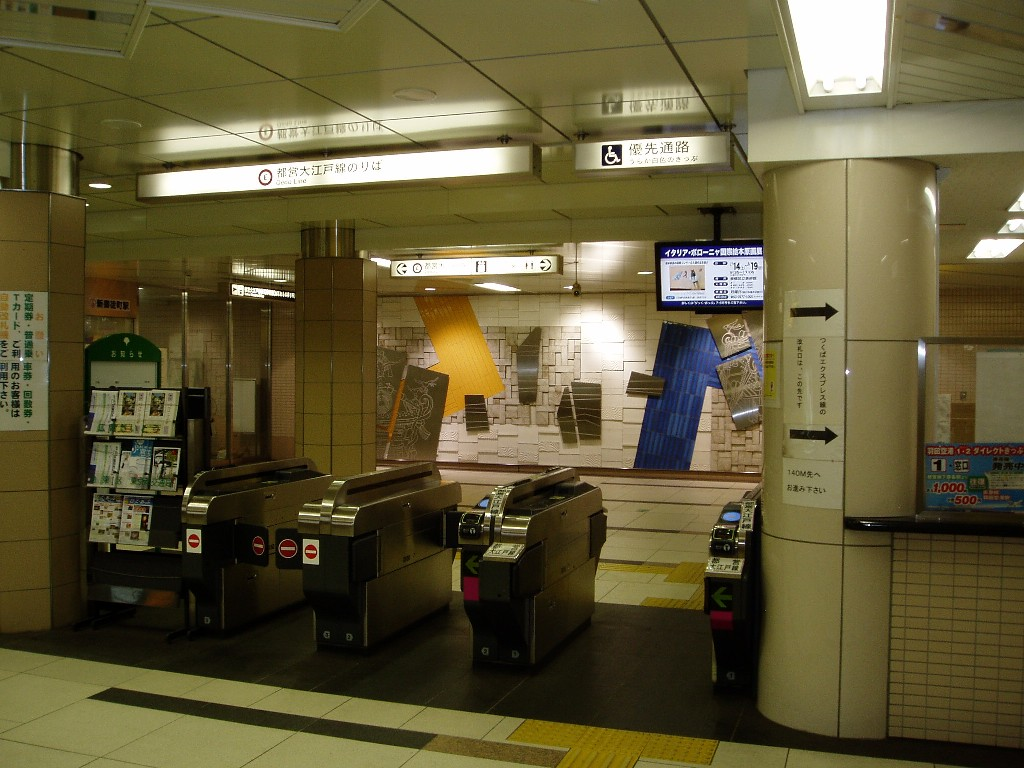
改札口（2007年8月）
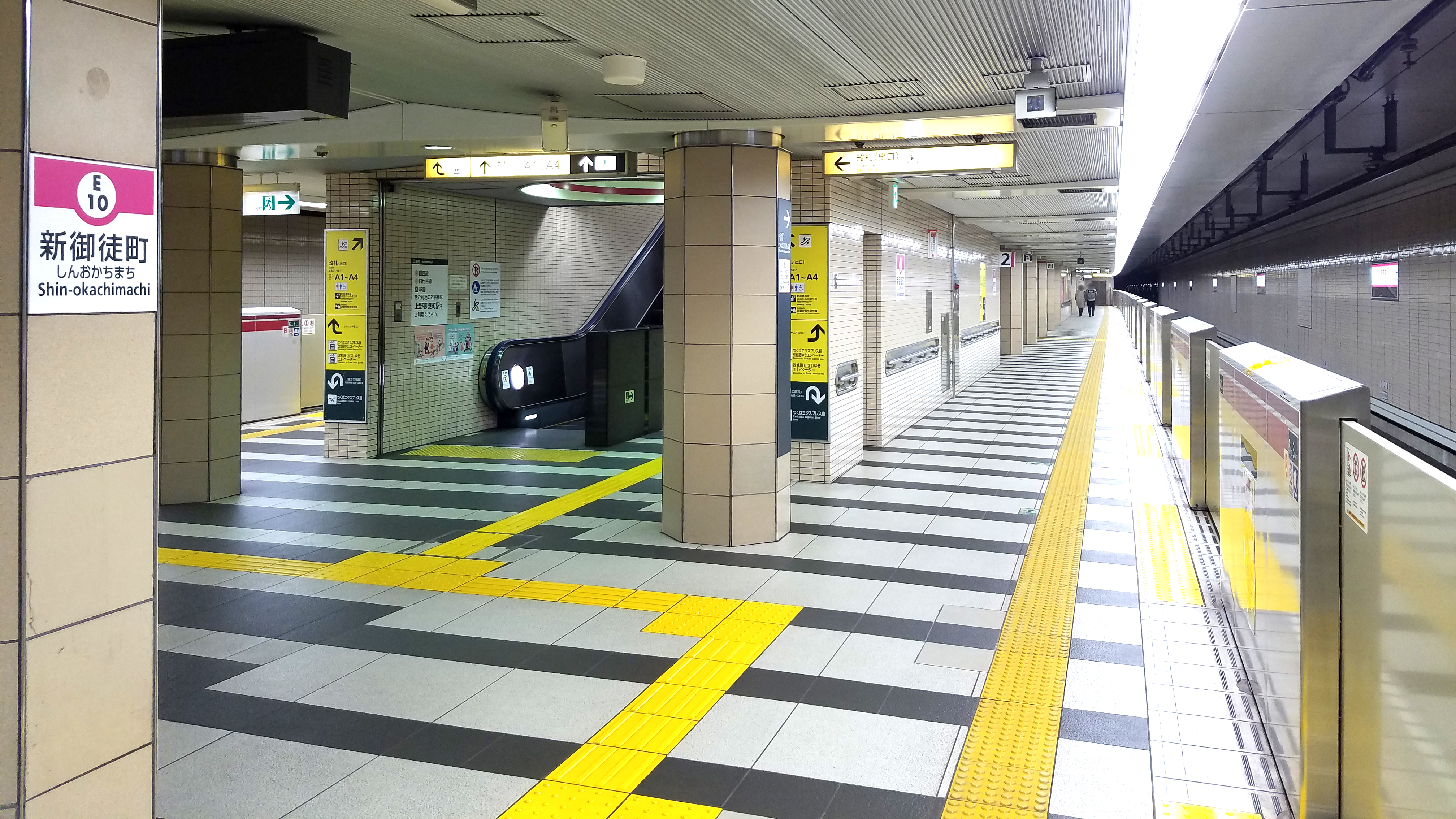
ホーム（2019年12月）

### 首都圏新都市鉄道

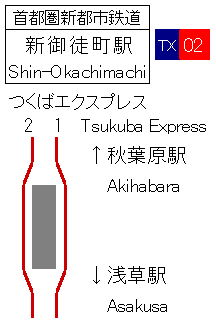
配線図

地上面からつくばエクスプレスのホームまでの深さは30.8 mであり、つくばエクスプレスの駅では秋葉原駅に次いで深い地下駅である。コンコース - 乗り換え改札階 - つくばエクスプレス線ホームを連絡するエレベーターが設置されている。
2019年5月から、将来の8両編成化に対応するためのホーム延長工事が開始されている。

#### のりば
| 番線 | 路線               | 方向 | 行先       |
| ---- | ------------------ | ---- | ---------- |
| 1    | つくばエクスプレス | 下り | つくば方面 |
| 2    | つくばエクスプレス | 上り | 秋葉原方面 |

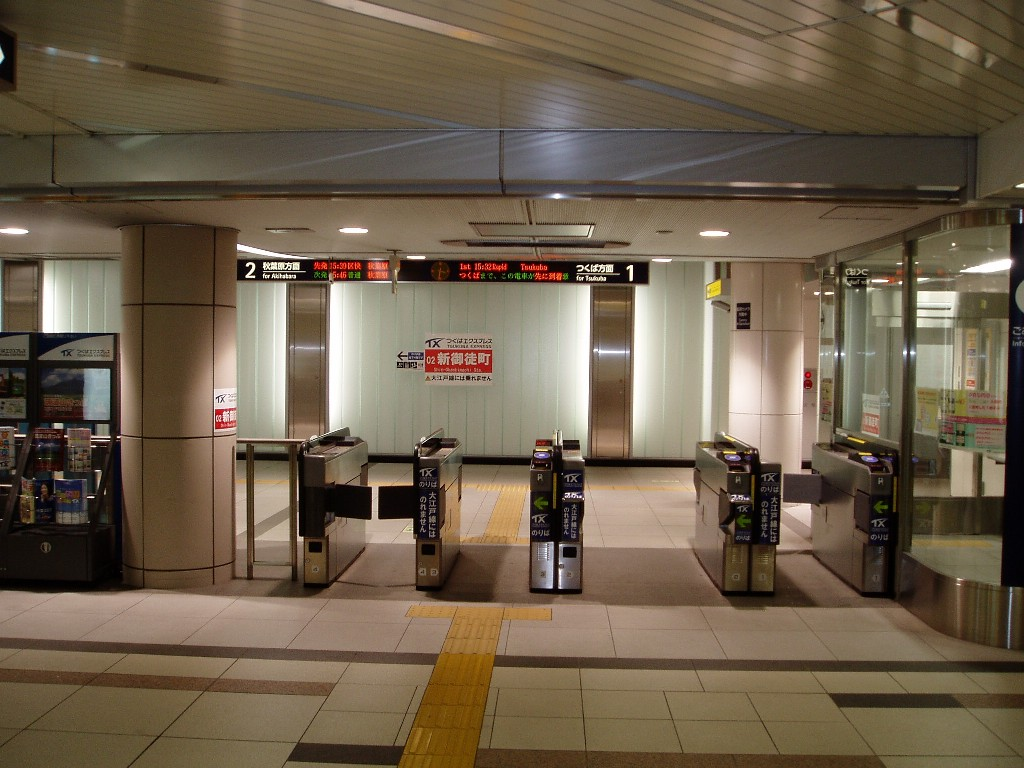
改札口（2007年8月）
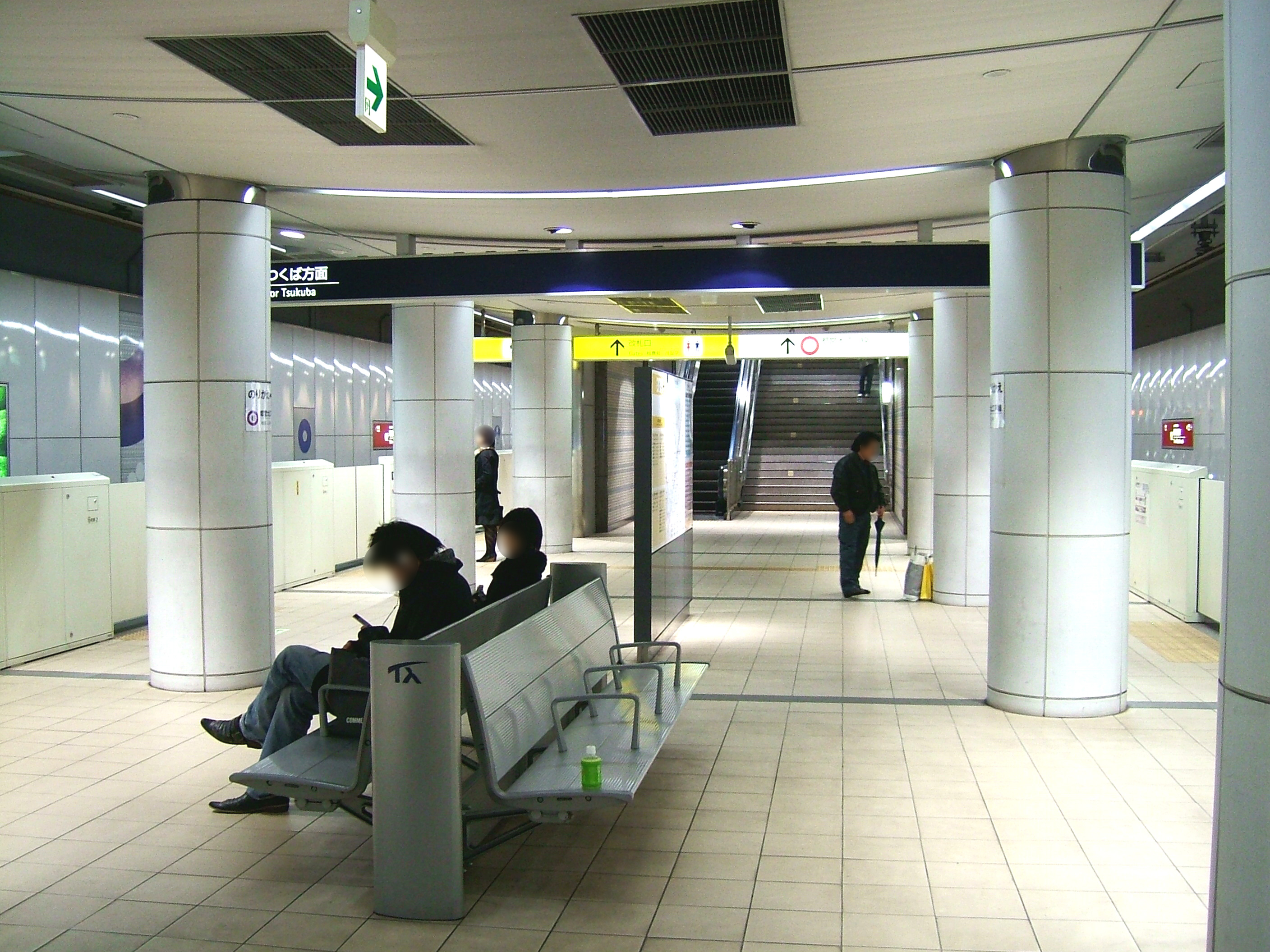
ホーム（2008年1月）

かつてはA2出入口のビルが首都圏新都市鉄道の本社事務所だったが2017年に移転し、現在は登記上の本店所在地となっている。

## 利用状況
- 都営地下鉄 - 2023年度の1日平均乗降人員は54,204人（乗車人員：27,703人、降車人員：26,501人）である[都交 1]。開業当初の乗車人員の見込みは、24,000人であった[13]。
開業当初は乗降人員が少なかったが、2005年に乗換駅となってからは増加し、2008年度に3万人、2012年度に4万人、2016年度に5万人を越えた。
- 首都圏新都市鉄道 - 2024年度の1日平均乗車人員は23,431人である[tx 1]。

### 年度別1日平均乗降人員
開業以来の1日平均乗降人員の推移は以下の通り（首都圏新都市鉄道を除く）。
| 年度               | 都営地下鉄       | 都営地下鉄 |
| 年度               | 1日平均 乗降人員 | 増加率     |
| ------------------ | ---------------- | ---------- |
| 2000年（平成12年） | 5,758            |            |
| 2001年（平成13年） | 6,912            | 20.0%      |
| 2002年（平成14年） | 8,050            | 16.5%      |
| 2003年（平成15年） | 9,284            | 15.3%      |
| 2004年（平成16年） | 9,615            | 3.6%       |
| 2005年（平成17年） | 14,897           | 54.9%      |
| 2006年（平成18年） | 23,805           | 59.8%      |
| 2007年（平成19年） | 29,826           | 25.3%      |
| 2008年（平成20年） | 33,754           | 13.2%      |
| 2009年（平成21年） | 36,165           | 7.1%       |
| 2010年（平成22年） | 38,095           | 5.3%       |
| 2011年（平成23年） | 38,535           | 1.2%       |
| 2012年（平成24年） | 41,056           | 6.5%       |
| 2013年（平成25年） | 43,399           | 5.7%       |
| 2014年（平成26年） | 45,195           | 4.1%       |
| 2015年（平成27年） | 48,354           | 7.0%       |
| 2016年（平成28年） | 50,263           | 3.9%       |
| 2017年（平成29年） | 52,281           | 4.0%       |
| 2018年（平成30年） | 54,911           | 5.0%       |
| 2019年（令和元年） | 57,712           | 5.1%       |
| 2020年（令和02年） | 41,489           | −28.1%     |
| 2021年（令和03年） | 43,149           | 4.0%       |
| 2022年（令和04年） | 48,246           | 11.8%      |
| 2023年（令和05年） | 54,204           | 12.3%      |

### 年度別1日平均乗車人員
開業以来の1日平均乗車人員推移は下記の通り。
| 年度               | 都営地下鉄 | 首都圏 新都市鉄道 | 出典              |
| ------------------ | ---------- | ----------------- | ----------------- |
| 2000年（平成12年） | 2,764      | 未開業            | [ 東京都統計 1 ]  |
| 2001年（平成13年） | 3,288      | 未開業            | [ 東京都統計 2 ]  |
| 2002年（平成14年） | 3,828      | 未開業            | [ 東京都統計 3 ]  |
| 2003年（平成15年） | 4,404      | 未開業            | [ 東京都統計 4 ]  |
| 2004年（平成16年） | 4,638      | 未開業            | [ 東京都統計 5 ]  |
| 2005年（平成17年） | 7,704      | 5,830             | [ 東京都統計 6 ]  |
| 2006年（平成18年） | 12,642     | 8,563             | [ 東京都統計 7 ]  |
| 2007年（平成19年） | 15,549     | 11,197            | [ 東京都統計 8 ]  |
| 2008年（平成20年） | 17,342     | 12,825            | [ 東京都統計 9 ]  |
| 2009年（平成21年） | 18,320     | 13,664            | [ 東京都統計 10 ] |
| 2010年（平成22年） | 19,356     | 14,417            | [ 東京都統計 11 ] |
| 2011年（平成23年） | 19,547     | 14,778            | [ 東京都統計 12 ] |
| 2012年（平成24年） | 20,769     | 15,723            | [ 東京都統計 13 ] |
| 2013年（平成25年） | 21,999     | 16,787            | [ 東京都統計 14 ] |
| 2014年（平成26年） | 22,943     | 17,170            | [ 東京都統計 15 ] |
| 2015年（平成27年） | 24,589     | 18,470            | [ 東京都統計 16 ] |
| 2016年（平成28年） | 25,577     | 19,389            | [ 東京都統計 17 ] |
| 2017年（平成29年） | 26,584     | 20,310            | [ 東京都統計 18 ] |
| 2018年（平成30年） | 27,896     | 21,530            | [ 東京都統計 19 ] |
| 2019年（令和元年） | 29,414     | 22,587            | [ 東京都統計 20 ] |
| 2020年（令和02年） | 21,018     | 15,944            |                   |
| 2021年（令和03年） | 21,931     | 17,090            |                   |
| 2022年（令和04年） | 24,572     | 19,160            |                   |
| 2023年（令和05年） | 27,703     | 21,433            |                   |
| 2024年（令和06年） |            | 23,431            |                   |

備考
1. 1 2  2000年12月12日開業。開業日から翌年3月31日までの計110日間を集計したデータ。
2. ↑  2005年8月24日開業。開業日から翌年3月31日までの計219日間を集計したデータ。

## 駅周辺
- 東京都道453号本郷亀戸線（春日通り）
- 元浅草郵便局
- 佐竹商店街
- おかず横丁
- 鳥越神社
- 東京都立白鷗高等学校
- 東京都立忍岡高等学校
- ココスナカムラ 鳥越店
- アパホテル〈浅草 新御徒町駅前〉
- 東京地下鉄（東京メトロ）銀座線稲荷町駅（600m程度離れているが、つくばエクスプレスの出口案内には稲荷町駅が記載されている）

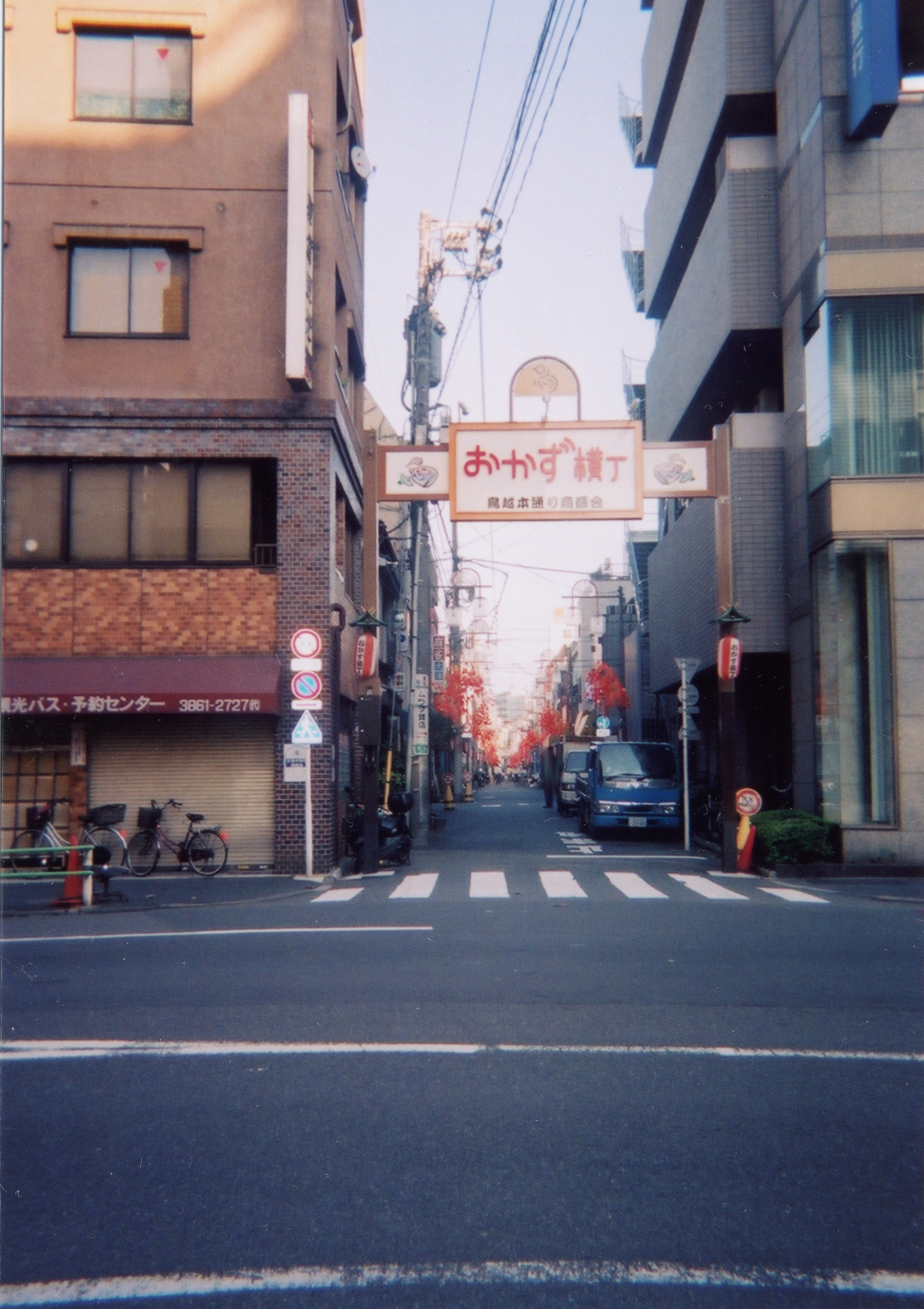
おかず横丁
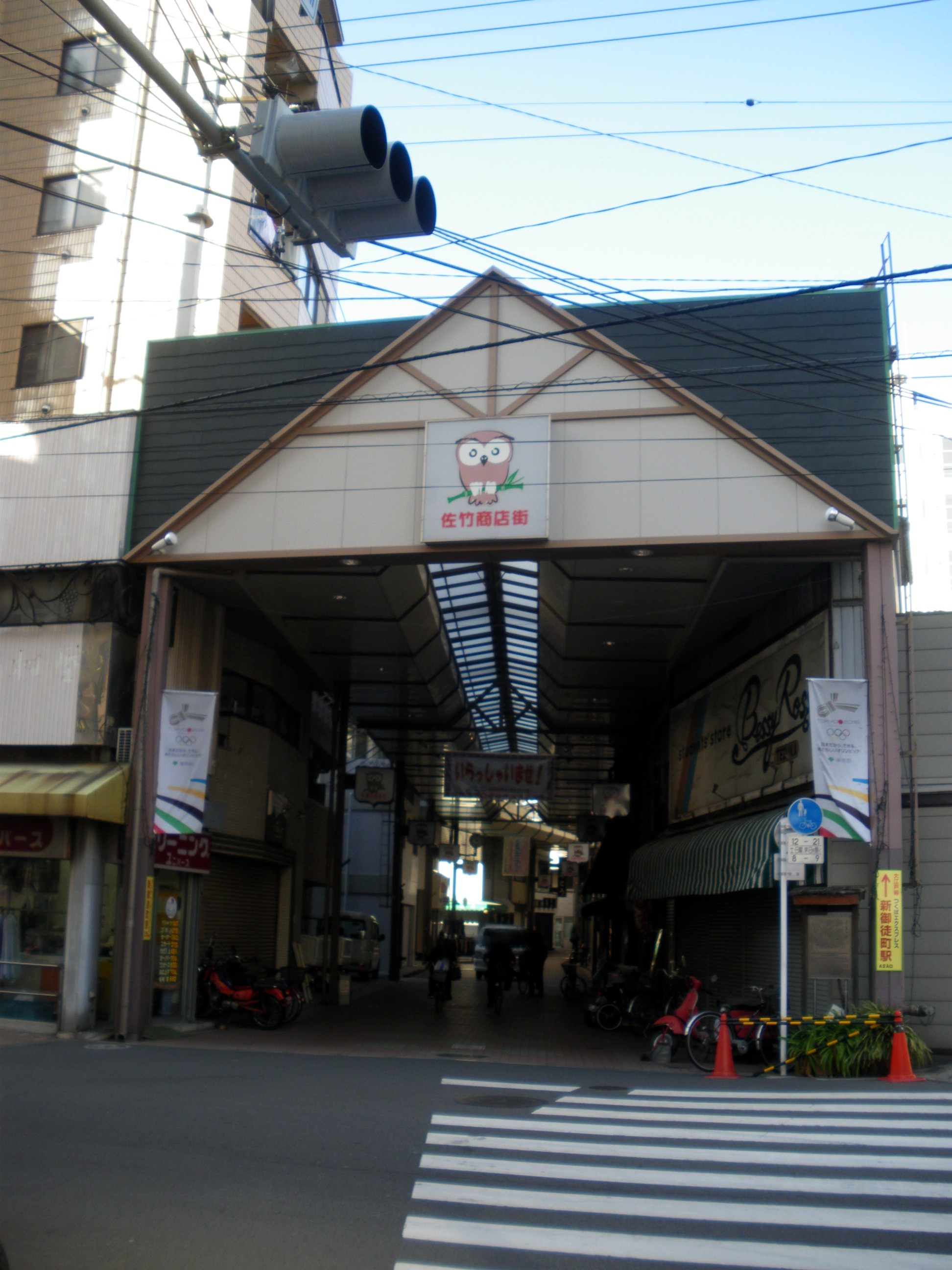
佐竹商店街

### バス路線
最寄りの停留所は、都営バスの「新御徒町駅前」と台東区循環バス「めぐりん」の「新御徒町駅」である。なお、都営バスの停留所は当駅開業まで「元浅草一丁目」を名乗っていた。
新御徒町駅前
- 都営バス
  - 都02：大塚駅前行・大塚二丁目行 / 錦糸町駅前行

新御徒町駅
| 系統             | 主要経由地                                                                       | 行先                           | 運行事業者      |
| ---------------- | -------------------------------------------------------------------------------- | ------------------------------ | --------------- |
| 南めぐりん       | 浅草橋駅北・大江戸線蔵前駅・田原町駅                                             | 東京都台東区立台東病院（循環） | ■日立自動車交通 |
| 東西めぐりん     | 永寿総合病院東・台東区役所・上野駅・谷中・千駄木駅・京成上野駅・松が谷・TX浅草駅 | 浅草駅（循環）                 | ■日立自動車交通 |
| ぐるーりめぐりん | 永寿総合病院東・台東区役所・上野駅入谷口・三ノ輪駅・吉原大門・清川               | 浅草駅（循環）                 | ■京成バス       |

## 隣の駅
東京都交通局（都営地下鉄）
 都営大江戸線
上野御徒町駅 (E 09) - 新御徒町駅 (E 10) - 蔵前駅 (E 11)
首都圏新都市鉄道
つくばエクスプレス
■快速・■通勤快速（平日下りのみ運転）・■区間快速・■普通
秋葉原駅 (TX01) - 新御徒町駅 (TX02) - 浅草駅 (TX03)

#### 利用状況に関する出典
東京都交通局 各駅乗降人員
1. 1 2 3 4  “事業概要（令和6年度版）” (pdf).   東京都交通局. p. 80-81. 2025年1月19日時点のオリジナルよりアーカイブ。2025年1月19日閲覧。
2. 1 2  “各駅乗降人員一覧｜東京都交通局”.   東京都交通局. 2021年11月4日時点のオリジナルよりアーカイブ。2022年11月13日閲覧。
3. 1 2  “各駅乗降人員一覧｜東京都交通局”.   東京都交通局. 2022年11月12日時点のオリジナルよりアーカイブ。2022年11月13日閲覧。
4. 1 2  令和4年度 運輸統計年報 (PDF) (Report). 東京都交通局. 2023年11月3日時点のオリジナル (pdf)よりアーカイブ. 2023年11月3日閲覧. {{cite report}}: |archive-date=と|archive-url=の日付が異なります。（もしかして：2023年11月2日） (説明)

首都圏新都市鉄道の1日平均利用客数
1. 1 2 3  “1日平均乗車人員（年度別）”.   首都圏新都市鉄道. 2025年6月2日時点のオリジナルよりアーカイブ。2025年6月2日閲覧。
2. ↑  “乗車人員”.   首都圏新都市鉄道. 2021年8月4日時点のオリジナルよりアーカイブ。2023年11月4日閲覧。
3. ↑  “乗車人員”.   首都圏新都市鉄道. 2022年6月16日時点のオリジナルよりアーカイブ。2023年11月4日閲覧。
4. ↑  “乗車人員”.   首都圏新都市鉄道. 2023年6月30日時点のオリジナルよりアーカイブ。2023年6月1日閲覧。
5. ↑  “乗車人員”.   首都圏新都市鉄道. 2025年1月14日時点のオリジナルよりアーカイブ。2025年1月24日閲覧。

私鉄・地下鉄の統計データ
1. ↑  レポート - 関東交通広告協議会
2. ↑  東京都統計年鑑 - 東京都

東京都統計年鑑
1. ↑  東京都統計年鑑（平成12年）
2. ↑  東京都統計年鑑（平成13年）
3. ↑  東京都統計年鑑（平成14年）
4. ↑  東京都統計年鑑（平成15年）
5. ↑  東京都統計年鑑（平成16年）
6. ↑  東京都統計年鑑（平成17年）
7. ↑  東京都統計年鑑（平成18年）
8. ↑  東京都統計年鑑（平成19年）
9. ↑  東京都統計年鑑（平成20年）
10. ↑  東京都統計年鑑（平成21年）
11. ↑  東京都統計年鑑（平成22年）
12. ↑  東京都統計年鑑（平成23年）
13. ↑  東京都統計年鑑（平成24年）
14. ↑  東京都統計年鑑（平成25年）
15. ↑  東京都統計年鑑（平成26年）
16. ↑  東京都統計年鑑（平成27年）
17. ↑  東京都統計年鑑（平成28年）
18. ↑  東京都統計年鑑（平成29年）
19. ↑  東京都統計年鑑（平成30年）
20. ↑  東京都統計年鑑（平成31年・令和元年）